# 히노촌 (나가노현 가미타카이군)
히노촌(日野村)은 나가노현 가미타카이군에 있던 촌이다. 현재의 스자카시 중심부의 서쪽, 나가노 전철 나가노선 연선, 지쿠마강 우안에 해당한다

## 역사
- 1889년 4월 1일 - 정촌제 시행에 의해 가미타카이군 히노촌이 성립하였다.
- 1954년 2월 11일 - 스자카정, 도요스촌과 합병해 새로운 스자카정이 성립하여, 동일 히노촌은 폐지되었다.

## 교통

### 철도
- 나가노 철도
  - 가토선 (현 나가노선)

### 도로
현재는 구 촌역에 조신에쓰 자동차도가 통과하지만, 당시엔 미개통이였다.

## 참고문헌
- 角川日本地名大辞典 20 長野県